# تشورنومورتس أوديسا
نادي تشورنومورتس أوديسا لكرة القدم هو نادي كرة قدم أوكراني يقع في أوديسا، وتأسس في 26 مارس 1936. يلعب في الدوري الأوكراني الممتاز. الملعب البيتي للفريق هو ملعب تشورنومورتس القادر على استيعاب 34,164 متفرج وتم افتتاحه في عام 1935.

## البطولات
| البطولة                                                    | مرات الفوز | الأعوام أو المواسم |
| ---------------------------------------------------------- | ---------- | ------------------ |
| بطولة الجمهورية الأوكرانية السوفيتية الاشتراكية لكرة القدم | 1          | 1961               |
| الكأس الأوكراني                                            | 2          | 1992، 1993–94      |
| كأس الاتحاد السوفيتي لكرة القدم                            | 1          | 1990               |

## روابط خارجية
- الموقع الرسمي